# Vladimir Bortko
Vladimir Bortko (russisk: Влади́мир Влади́мирович Бóртко) (født 7. maj 1946 i Moskva i Sovjetunionen) er en russisk filminstruktør og manuskriptforfatter. Bortko har endvidere haft karriere som politiker for Den Russiske Føderations Kommunistiske Parti.

## Opvækst og ungdom
Vladimir Bortko blev født den 7. maj 1946 i Moskva som søn af Vladimir Vladimirovitj Bortko og skuespillerinden Marina Fedotovna Zakharenko. Han voksede ikke op med forældrene, men den ukrainsk-sovjetiske dramatiker Aleksandr Kornejtjuk. I 1965 afsluttede han studier ved Geologisk Akademi i Kijev, og efter militærtjeneste i 1965-66 arbejdede han i tre år som elektroingeniør i Kijev.

## Kreativ karriere
I 1969 blev han optaget på Kijevs statsinstitut for teaterkunst, hvorfra han dimitterede i 1974. Han arbejdede herefter som instruktørassistent ved A. Dovsjenko Film Studie. Efter sin afgangsfilm Læge i 1974 debuterede han i 1975 som instruktør med filmen Kanal. Han blev tilknyttet som instruktør ved Lenfilm , hvor han bl.a. instruerede Undersøgelseskomissionen med bl.a. Oleg Jefremov. Han fik sit store gennembrud som instruktør med komedien Blondien rundt om hjørnet (Blondinka za uglom) fra 1984. 
Han var i 1983 til 1991 medlem af kommunistpartiet. Han instruerede i 1988 en tv-filmatisering af Mikhail Bulgakovs regimekritiske roman En hunds hjerte. Filmen blev tildelt Grand Prix ved Perugia Film Festival i 1989. Andre notable produktioner er tv-filmene og tv-serierne Gangster Petersburg (Бандитский Петербург), Idiot (baseret på Dostojevskijs roman Idioten) og Master i Margarita (baseret på Bulgakovs roman Mesteren og Margarita), som samlede et stort tv-publikum og blev tildelt adskillige priser.
Han instruerede spillefilmen Taras Bulba fra 2009 baseret på Gogols roman af samme navn. Filmen skabte skarp kontrovers mellem russiske og ukrainske medier, idet ukrainske kritikere anså filmen for at have en anti-ukrainsk vinkel.

## Politiker
Bortko meldte sig i 2007 meldte han sig ind i Den Russiske Føderations Kommunistiske Parti, og i 2011 blev han valgt ind i kommunistpartiets centralkomité. Den 4. december 2011 blev han valgt ind i statsdumaen fra Sankt Petersborg på kommunistpartiets liste, hvortil han blev genvalgt i 2016. Han meddelte i 2019 sit kandidatur til guvernørposten i Sankt Petersborg, og blev indstillet af kommunistpartiet som partiets kandidat, men trak senere kandidaturet tilbage under henvisning til, at der blev "spillet med mærkede kort". Han annoncerede afslutningen på sin politiske karriere og betegnede sig selv som et "politisk lig".

## Filmografi i udvalg
- Moj papa - idealist (Мой папа — идеалист, 1980)[9][10]
- Blondinka za uglom (Блондинка за углом, 1984)
- Jedinozjdy solgav... (Единожды солгав…, 1987)
- Sobatje serdtse (Собачье сердце, 1988)
- Udatji vam, gospoda! (Удачи вам, господа!, 1992)
- Tsirk sgorel, i klouny razbezjalis (Цирк сгорел, и клоуны разбежались, 1997)
- Idiot (Идиот, 2003)
- Master i Margarita (Мастер и Маргарита, 2005)
- Taras Bulba (Тарас Бульба, 2009)